# Dunave
Dunave falu Horvátországban, Dubrovnik-Neretva megyében. Közigazgatásilag Konavle községhez tartozik.

## Fekvése
A Dubrovnik városától légvonalban 27, közúton 36 km-re délkeletre, községközpontjától légvonalban 15, közúton 21 km-re délkeletre fekszik. 

## Története
A település nevét arról a hegyről kapta, amelynek lábánál fekszik. Ezen a területen az emberi élet nyomai négyezer évre nyúlnak vissza. Első ismert lakói az illírek voltak, akik magaslatokon épített erődített településeken éltek és kőből rakott halomsírokba temetkeztek. Erődített településük maradványai megtalálható Dunave határában is a Gradina nevű magaslaton. Sokol várának helyén is illír erődítmény állt egykor. Halomsírjaik közül többnek a maradványai megtalálhatók a település területén, többek között a Rošnja gomila és Veja gomila nevű helyeken. A rómaiak az i. e. 2. században győzték le az illíreket és Epidaurum központtal e területet is a birodalomhoz csatolták. A római hatalmat a népvándorlás vihara rengette meg. A Nyugatrómai Birodalom bukása után a keleti gótok özönlötték el a térséget, őket 537-től 1205-ig kisebb megszakításokkal a bizánciak követték. A 7. században avarok és a kíséretükben érkezett szlávok, a mai horvátok ősei árasztották el a területet. A várakat lerombolták és az ellenálló lakosságot leöldösték. Így semmisült meg a mindaddig fennálló Epidaurum. A túlélő lakosság előbb az északnyugatra fekvő Župára, majd Raguzába menekült. 
A település a középkorban is létezett és már ekkor állt a mai Kisboldogasszony templom elődje, melyet 1885-ben bontottak le. Területe középkorban Travunja része volt, mely Dél-Dalmácián kívül magában foglalta a mai Hercegovina keleti részét és Montenegró kis részét is. Travunja sokáig a szerb, a zétai és bosnyák uralkodók függőségébe tartozó terület volt. A Raguzai Köztársaság Konavle keleti részével együtt 1419-ben vásárolta meg bosnyák urától Sandalj Hranićtól. Az 1806-ban a Konavléra rátörő orosz és montenegrói sereg a település házait is kifosztotta, közülük sokat fel is gyújtottak. A köztársaság bukása után 1808-ban Dalmáciával együtt ez a térség is a köztársaságot legyőző franciák uralma alá került, de Napóleon bukása után 1815-ben a berlini kongresszus Dalmáciával együtt a Habsburgoknak ítélte. 1857-ben 384, 1910-ben 369 lakosa volt. 1918-ban az új szerb-horvát-szlovén állam, majd később Jugoszlávia része lett. A délszláv háború idején 1991 októberében a jugoszláv hadsereg, valamint szerb és montenegrói szabadcsapatok foglalták el a települést, melyet kifosztottak és felégettek. A lakosság nagy része a jól védhető Dubrovnikba menekült és csak 1992 októberének végén térhetett vissza. A háború után rögtön megindult az újjáépítés. A településnek 2011-ben 155 lakosa volt. Lakói főként mezőgazdasággal, állattartással foglalkoztak. 

## Népesség
| Lakosság változása | Lakosság változása | Lakosság változása | Lakosság változása | Lakosság változása | Lakosság változása | Lakosság változása | Lakosság változása | Lakosság változása | Lakosság változása | Lakosság változása | Lakosság változása | Lakosság változása | Lakosság változása | Lakosság változása | Lakosság változása |
| ------------------ | ------------------ | ------------------ | ------------------ | ------------------ | ------------------ | ------------------ | ------------------ | ------------------ | ------------------ | ------------------ | ------------------ | ------------------ | ------------------ | ------------------ | ------------------ |
| 1857               | 1869               | 1880               | 1890               | 1900               | 1910               | 1921               | 1931               | 1948               | 1953               | 1961               | 1971               | 1981               | 1991               | 2001               | 2011               |
| 384                | 405                | 417                | 402                | 376                | 369                | 382                | 381                | 334                | 340                | 341                | 278                | 245                | 231                | 173                | 155                |

## Nevezetességei
- Sokol várának romjai[4] a település északi részén találhatók. Első írásos említése 1391-ben történt, bár a vár ennél sokkal régebbi lehet. A helyén már az ókorban illír erődítmény állt, melyet a rómaiak is megerősítettek, majd bizánci fennhatóság alá került. Ezután bosnyák hatalmasságok, utoljára Sandalj Hranić tulajdona volt. 1419-ben Konavle keleti részével együtt került a Raguzai Köztársaság birtokába. 1421-ben Hranić rövid időre visszafoglalta, de 1423. február 16-án visszaadta a köztársaságnak. Ekkor kezdődtek bővítési, megerősítési és átépítési munkálatai. Megerősítették őrségét és fegyverzetét is. 1667-ben nagy földrengés tett kárt falaiban. Az írásos források 1672-ben említik utoljára, ebből az a következtetés vonható le, hogy ezután őrsége elhagyta és falai pusztulásnak indultak. A környező falvak lakossága köveit saját házépítéséhez hordta el. A maradványok konzerválási munkái jelenleg is tartanak. 2013 áprilisában a várat megnyitották a nagyközönség előtt is és már az évben 5800 látogatója volt.
- A vár alatti Kisboldogasszony tiszteletére szentelt templom 1904-ben épült az 1885-ben lebontott középkori templom alapfalain. 1979-ben a földrengés olyan súlyosan megrongálta, hogy le kellett bontani. A mai templomot 1982 és 1990 között építették. A templom körül temető található.
- Ókori vármaradványok a Gradina nevű magaslaton
- Ókori halomsírok Rošnja gomilán és Veja gomilán.